# Jura de la princesa Isabel
La jura de la infanta Isabel como princesa heredera fue un acto institucional, similar al de la jura de los príncipes de Asturias, destinado a asegurar la lealtad institucional a la futura Isabel II de España, celebrado el 20 de junio de 1833.

## Contexto
En 1830 durante el reinado de Fernando VII de España se publicó la Pragmática Sanción, promulgando la Pragmática Sanción de 1789 y derogando el Reglamento de sucesión de 1713, se permitía que la hija de Fernando VII, María Isabel Luisa, sucediera a su padre en la corona de España.
La disputa sucesoria sirvió como conflicto principal entre las corrientes políticas principales del final del reinado de Fernando VII, conocido tradicionalmente como Década Ominosa: los partidarios de una monarquía relativamente ilustrada, representados por el propio Fernando VII y los partidarios de una monarquía reaccionaria, representados por su hermano inmediatamente menor, Carlos María Isidro. 
El 18 de septiembre de 1832, en el palacio real de La Granja y dentro de los sucesos homónimos, los partidarios de Carlos María Isidro consiguieron la firma por parte de Fernando VII (por entonces incurso en una gravísima enfermedad) un decreto en que se derogaba la Pragmática Sanción. Este decreto derogatorio nunca sería publicado. Posteriormente el monarca recobró la salud y, para mayor seguridad, el 31 de diciembre de 1832 anuló el anterior decreto derogatorio de la Pragmática Sanción.

## Desarrollo

### Antecedentes
A finales de mayo de 1833, con el fin de asegurar lealtades en torno a sus hija Isabel, Fernando VII decreta que sea jurada como princesa heredera de la Corona el 20 de junio de 1833, en una forma similar a las tradicionales juras de los Príncipes de Asturias y en el mismo lugar en que estas se producían en los últimos siglos, la iglesia de San Jerónimo el Real de Madrid.

### Desarrollo de la ceremonia

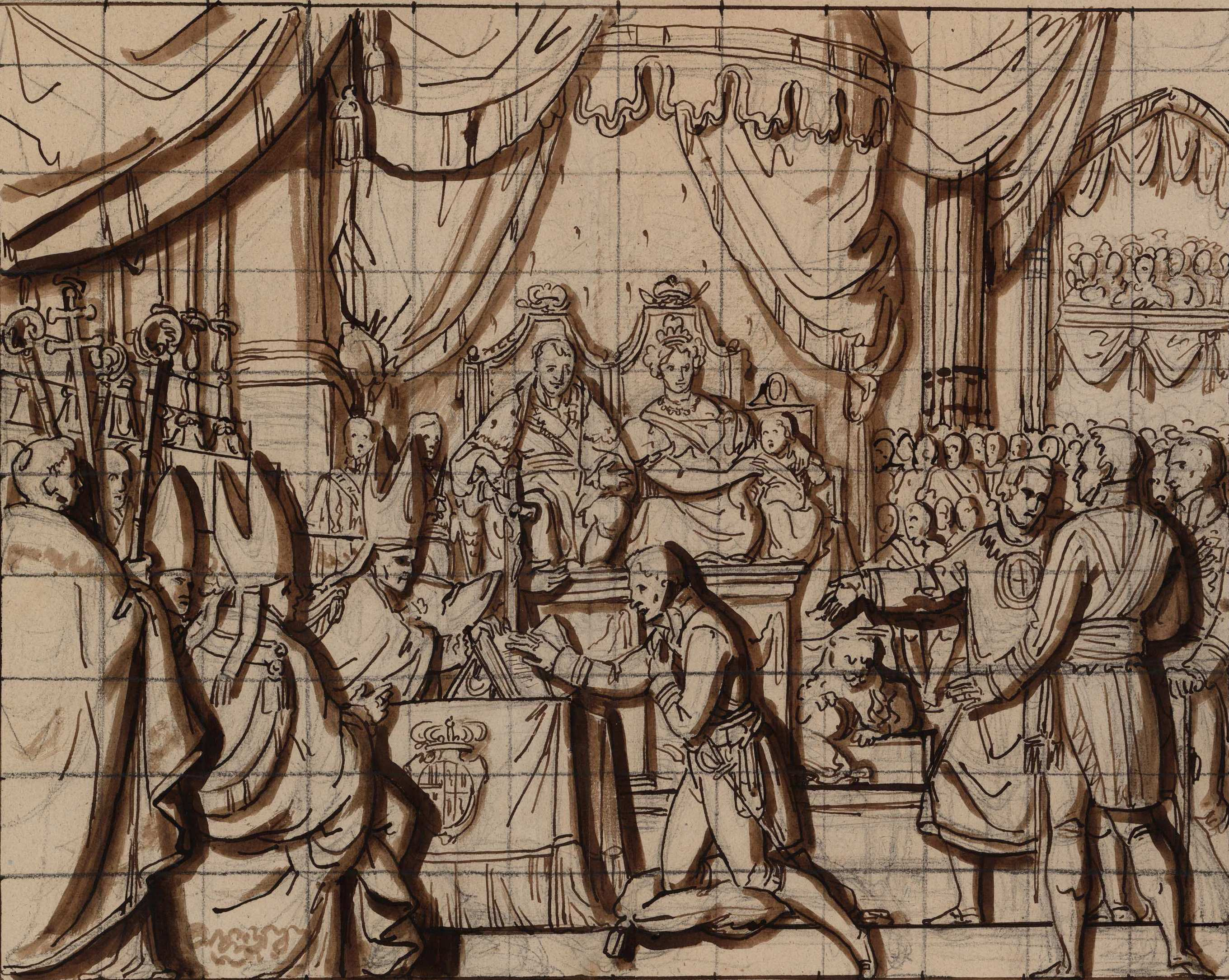
Boceto de la ceremonia de la jura por Leonardo Alenza (c. 1833)

El acto de la jura se desarrolló con gran solemnidad, según un ceremonial específico aprobado por el monarca.
El día 19, antes de la ceremonia propiamente dicha, Fernando VII, su esposa María Cristina y sus hijas Isabel y Luisa Fernanda se trasladaron a la casa de San Juan, de la ermita homónima del Buen Retiro. 
En la mañana del día siguiente entraron los monarcas y su hija Isabel procesionalmente en la iglesia de San Jerónimo el Real. La princesa Isabel iba vestida con un traje de raso blanco.
El acto consistió en una misa del Espíritu Santo celebrada por el patriarca de las Indias, Antonio Allúe. Después se cantó el himno Veni Creator Spiritus. A continuación se produjo el acto de la jura propiamente dicha. Este acto consistía en que las personas de las categorías designadas juraban su lealtad a Isabel como legítima heredera y después prestaban pleito-homenaje al monarca. 
Los infantes juraron ante el patriarca de las Indias y prestaron el pleito homenaje entre las manos del monarca. El resto de personas prestó el pleito-homenaje entre las manos del duque de Medinaceli, comisionado por Fernando VII para ello. Juraron entre otros los infantes, arzobispos, obispos, grandes de España, títulos del reino y procuradores en Cortes.
El acto finalizó con el canto del Te Deum.
El nuncio Francisco Tiberi, asistente a la ceremonia, describió así la conducta de la princesa Isabel durante esta:

La ceremonia fue digna y pacífica. La niña, a pesar de que duró tres horas, se mantuvo serena; se divertía desparramando algunas perlas de su collar; al final lloró y se calmó.

### Celebraciones
Tras la ceremonia los monarcas comieron en la casa de San Juan y por la tarde volvieron al Palacio Real de Madrid tras un paseo por el paseo del Prado, carrera de San Jerónimo, Puerta del Sol, calle de Carretas, calle de Atocha, plaza Mayor y calle de Platerías.
La jura fue celebrada con magnificencia en muchas ciudades de España y de los territorios de ultramar. Las celebraciones en la ciudad de Madrid duraron varios días e incluyeron:
- una corrida de toros (la tarde del 22 de junio, en la plaza Mayor);
- un desfile de carros alegóricos (el noche del día 24, por las principales calles de la ciudad); y
- un simulacro militar (el día 26 de junio en las cercanías de la Puerta de Alcalá).[13][14][15]

Con motivo de la jura se realizaron también múltiples arquitecturas efímeras tanto en la capital, como en el resto de ciudades.

Festejos por la Jura en Madrid
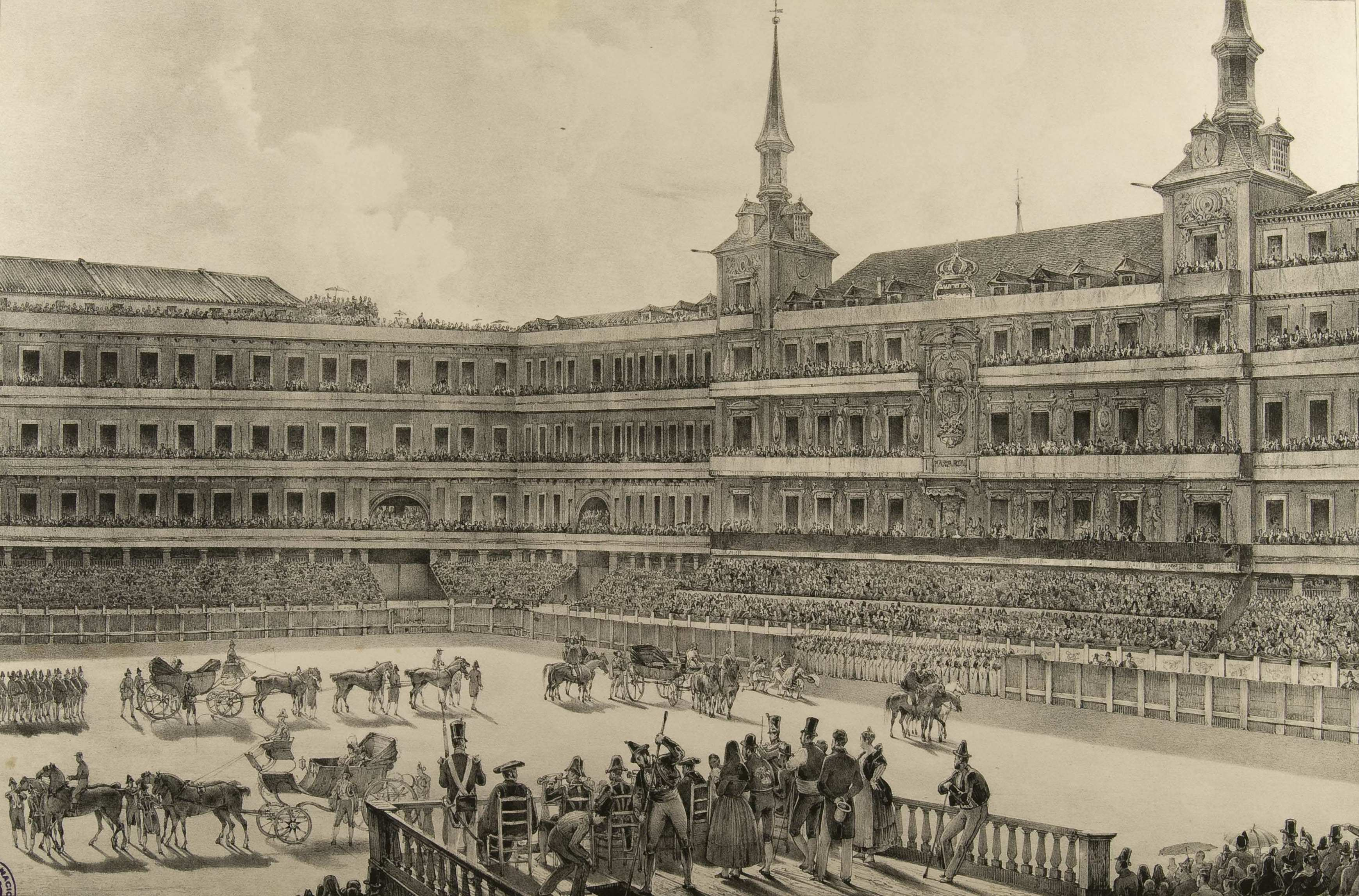
Entrada de los toreros a la corrida de toros en la plaza Mayor por Pharamond Blanchard.
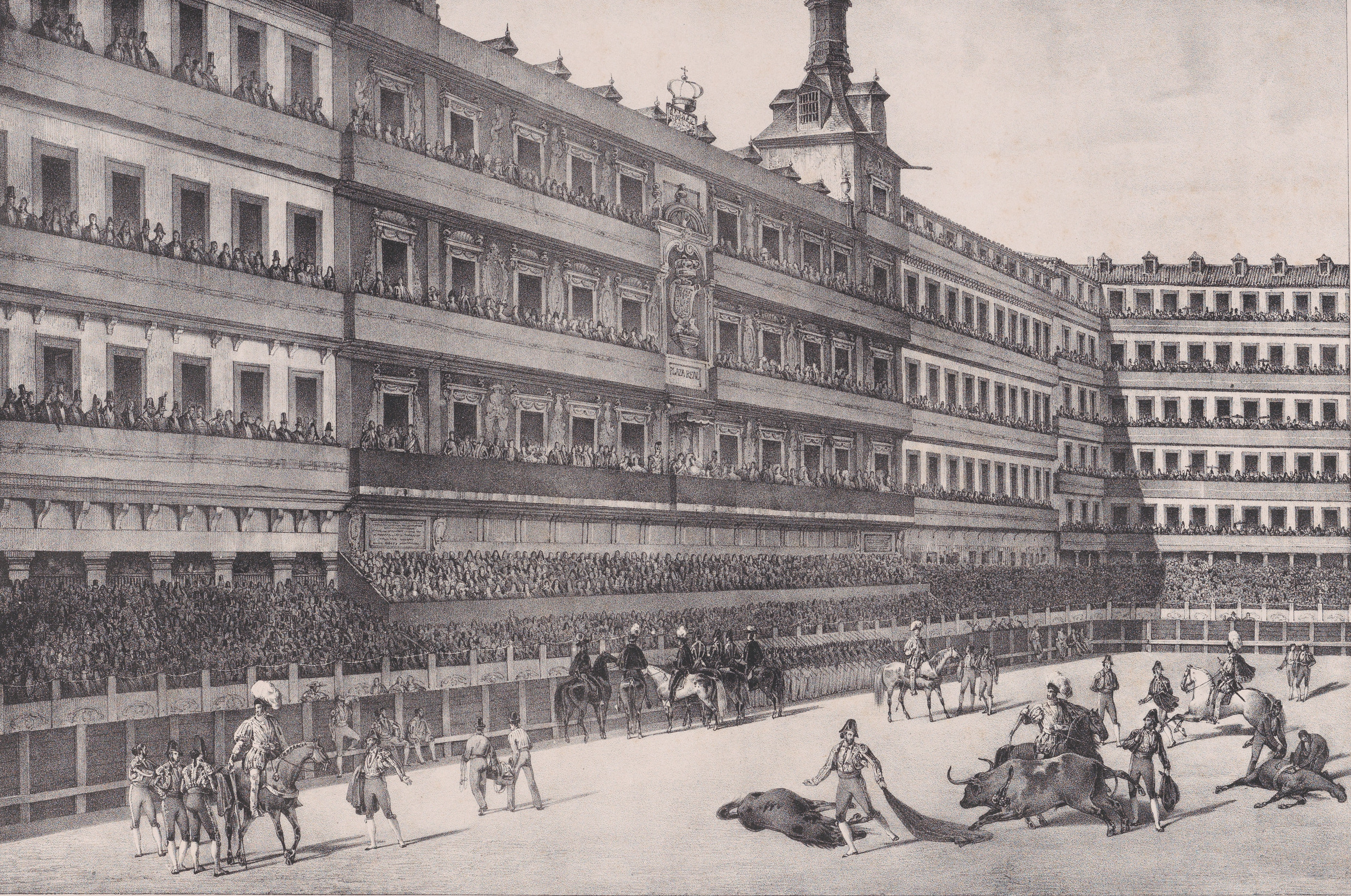
Aspecto de la suerte de rejones en la misma corrida, también por Pharamond Blanchard.
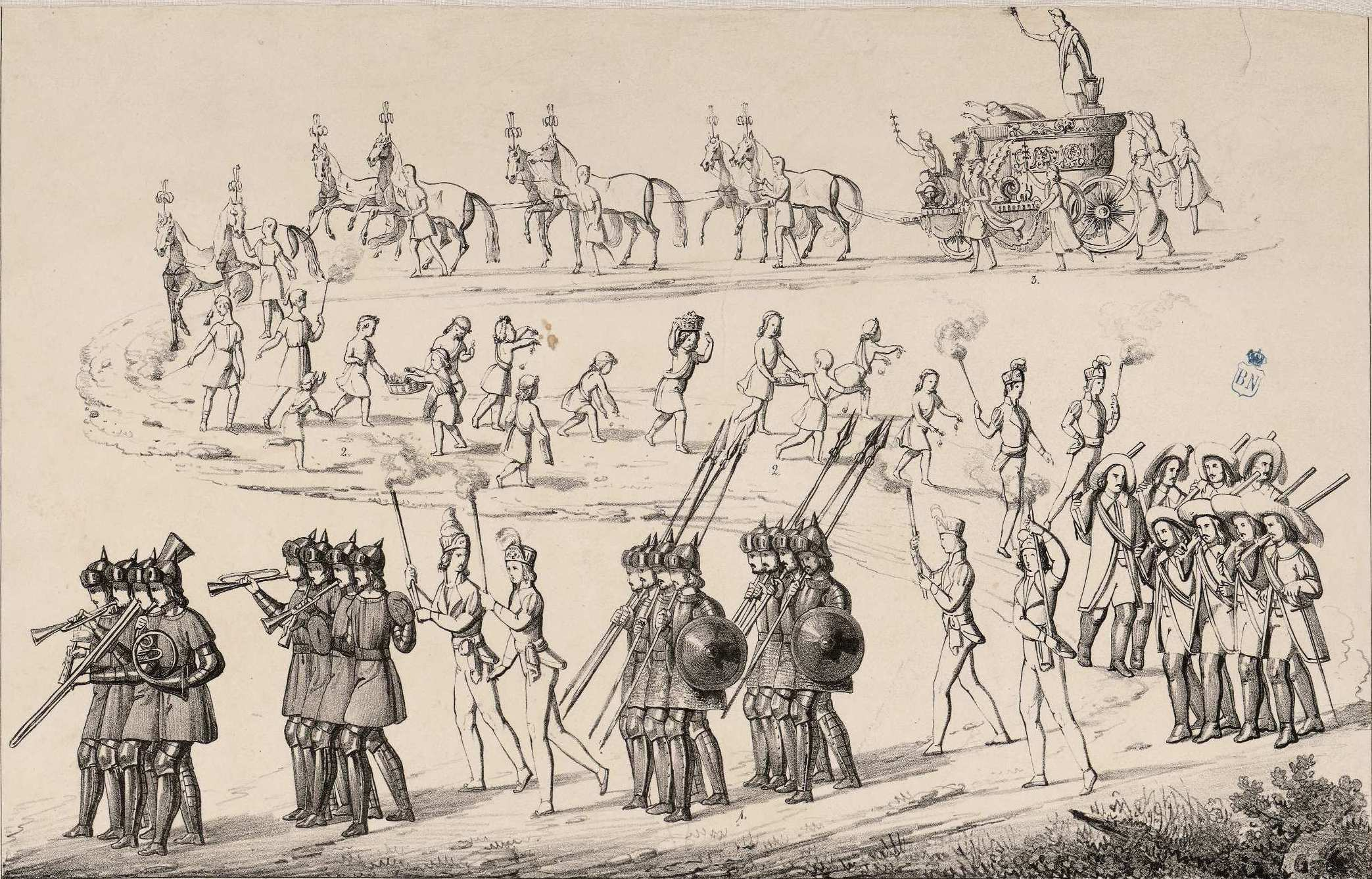
Grabado contemporáneo mostrando la primera sección del desfile de máscaras, denominado Máscara Real.
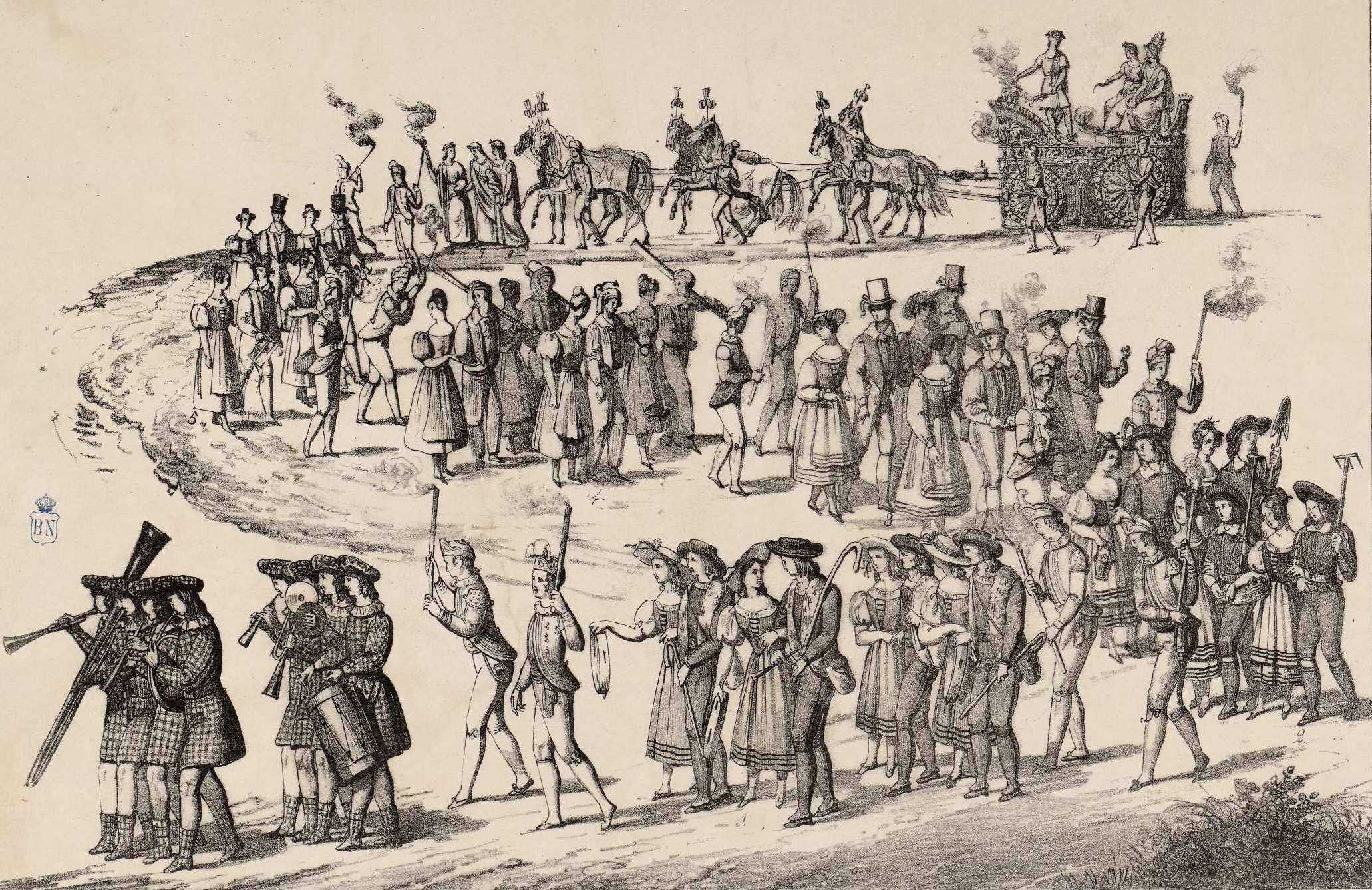
Grabado con la segunda sección de la Máscara Real.
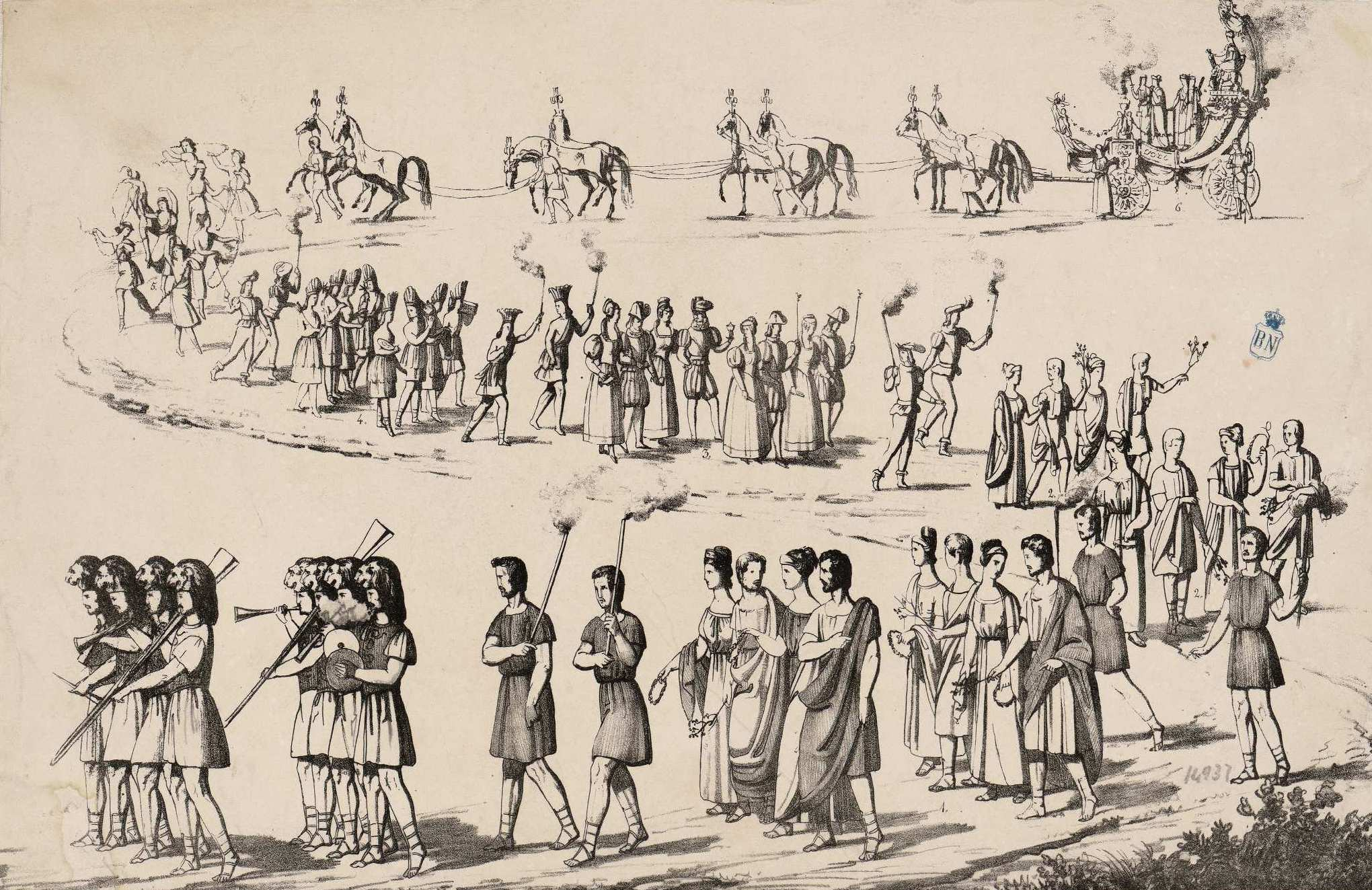
Grabado con la tercera y última sección de la Máscara Real.
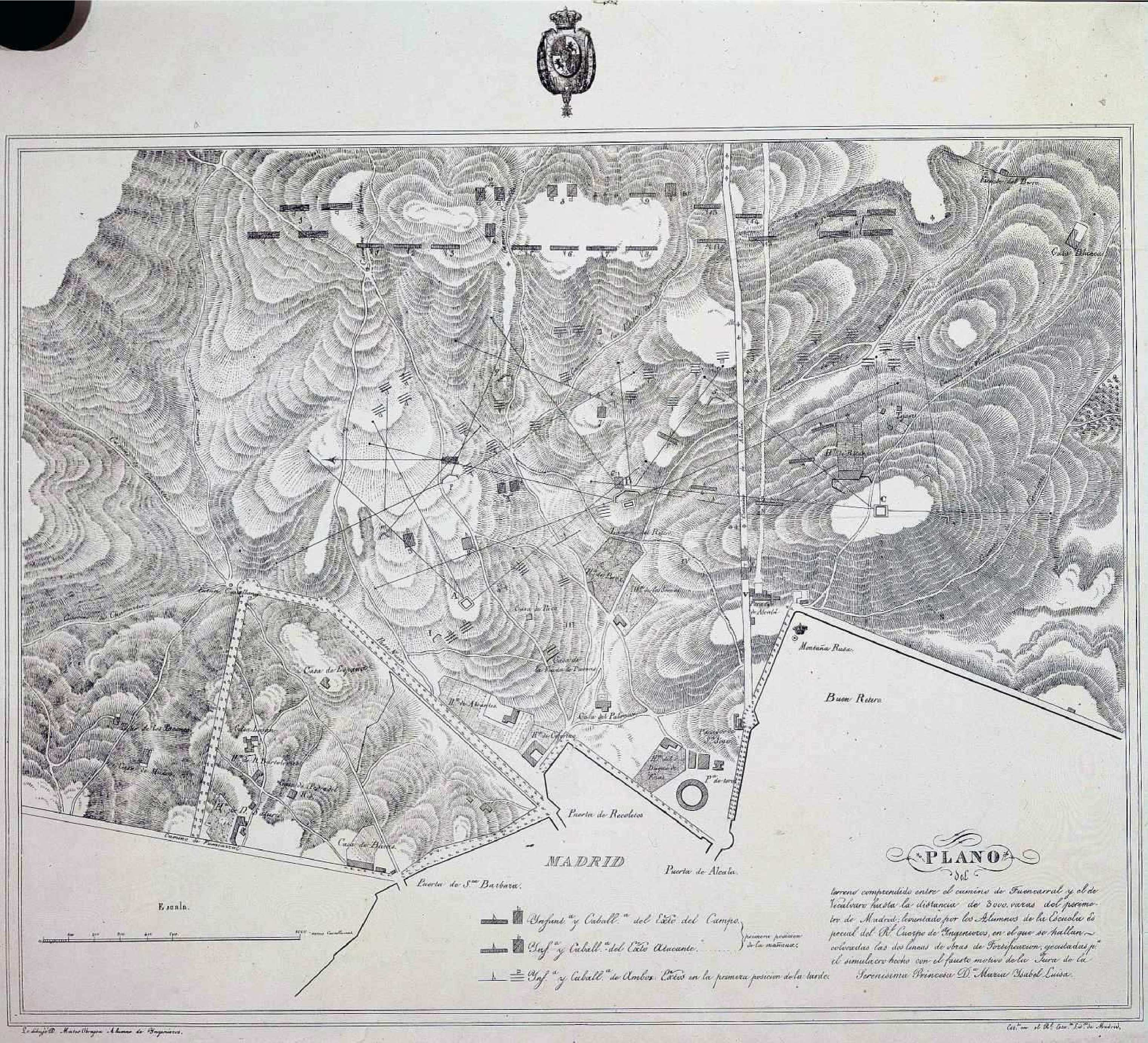
Plano del simulacro militar.

## Legado
Para conmemorar la Jura se estableció una condecoración destinada al personal militar, la cruz de María Isabel Luisa.
La jura fue así mismo el motivo de que finalmente se llevará a cabo el obelisco de la Fuente Castellana, conocido hoy como de la Arganzuela. El obelisco había sido proyectado por el arquitecto Francisco Javier de Mariátegui y su escultor fue José de Tomás.

### Individuales
1. ↑  «Pragmática sanción en fuerza de ley decretada por el señor Rey Don Carlos IV á petición de las cortes del año de 1789, y mandada publicar por S. M. reinante para la observancia perpetua de la ley 2.ª, título 15, partida 2.ª, que establece la sucesión regular en la corona de España. Publicación.». Gaceta de Madrid. 3 de abril de 1830.
2. ↑  «Pragmática sanción en fuerza de ley decretada por el señor Rey Don Carlos IV á petición de las Cortes del año de 1789, y mandada publicar por S. M. reinante para la observancia perpetua de la ley 2.ª, título 15, partida 2.ª, que establece la sucesión regular en la corona de España. Corrección.». Gaceta de Madrid. 6 de abril de 1830.
3. ↑  «Real decreto anulando el decreto que derogaba la pragmática sanción de 29 de marzo de 1830, decretada á petición de las Cortes de 1789, para restablecer la sucesión regular en la corona de España.». Gaceta de Madrid. 1 de enero de 1833.
4. ↑  FUENTES, Juan Francisco (2007). El fin del Antiguo Régimen (1808-1868). Política y sociedad. Madrid: Síntesis. ISBN 978-84-975651-5-8.
5. ↑  «Real decreto anulando el decreto que derogaba la pragmática sanción de 29 de Marzo de 1830, decretada á petición de las Cortes de 1789, para restablecer la sucesión regular en la corona de España.». Gaceta de Madrid (1). 1 de enero de 1833. p. 1. Consultado el 20 de noviembre de 2020.
6. ↑  «Artículo de oficio.- El Rey nuestro señor se ha servido dirigir al Sr. Secretario del Despacho de Gracia y Justicia el Real decreto siguiente, nombrando heredera y legítima sucesora a la Infanta Doña Maria Isabel Luisa.». Gaceta de Madrid. 14 de octubre de 1830.
7. ↑  GONZÁLEZ FUERTES, Manuel A. (2000). «Igual, pero diferente: perspectiva institucional de la jura de la Infanta María Isabel Luisa (1833)». Cuadernos de historia moderna (24): 54-83. ISSN 0214-4018. Consultado el 19 de noviembre de 2020.
8. ↑  «España.- Madrid 21 de Junio.- Ayer juraron á la Serma. Sr. Infanta Doña María Isabel Luisa, Princesa heredera de la corona.». Gaceta de Madrid (76). 22 de junio de 2020. p. 324. Consultado el 3 de diciembre de 2020.
9. 1 2 3  «Ceremonial para el acto solemne de la jura de la Infanta Doña Mª Isabel Luisa como princesa heredera de la Corona de estos Reinos, que se celebrará en la iglesia del Real Monasterio de San Gerónimo el 20 de junio de 1833.». Gaceta de Madrid (74) (Madrid). 18 de junio de 1833. pp. 1-2.
10. ↑  BURDIEL, Isabel (2010). «Capítulo 1. La regencia de María Cristina de Borbón: La reina niña y la ruptura liberal (1830-1840)». Isabel II: una biografía (1830-1904). Taurus. ISBN 978-84-306-0795-2. Consultado el 20 de noviembre de 2020.
11. ↑  NAVARRO LALANDA, Sara (2013). Un modelo de política musical en una sociedad liberal: María Cristina de Borbón - Dos Sicilias (1806- 1878). Universidad Autónoma de Madrid. p. 96. Consultado el 20 de noviembre de 2020.
12. ↑  Balsera Fernández, Antonio (2019). «La nunciatura de Francesco Tiberi (1827-1834)». Cuadernos doctorales: Teología (68): 144. ISSN 0214-6827. Consultado el 14 de noviembre de 2021.
13. ↑  «Programa del simulacro militar que debe ejecutarse en Madrid en celebridad del juramento que las Córtes deben prestar á la Sra. Infanta Doña Mª Isabel Luisa.». Gaceta de Madrid (76). 22 de junio de 1833. pp. 1-2. Consultado el 3 de diciembre de 2020.
14. ↑  Manifiesto de los públicos festejos preparados por la ... Villa de Madrid para solemnizar la Jura de la serenísima Señora Princesa Doña María Isabel Luisa de Borbón. Madrid: Imp. calle del Amor de Dios, nº 14. 1833. Consultado el 20 de noviembre de 2020.
15. ↑  «España.- Madrid 26 de Junio.- La jura de nuestra amada Princesa se ha solemnizado con la mayor brillantez, según se expresa.». Gaceta de Madrid (78) (Madrid). 27 de junio de 1833. pp. 331-332.
16. ↑  ALBA PAGÁN, Ester Alba (2009). «El ropaje de la reina: representaciones de María Cristina de Borbón e Isabel II como vehículo de exaltación de la legitimidad monárquica». Congreso Internacional Imagen Apariencia. Noviembre 19, 2008 - noviembre 21, 2008, 2009, ISBN 978-84-691-8432-5 (Servicio de Publicaciones): 45. ISBN 978-84-691-8432-5. Consultado el 20 de noviembre de 2020.
17. ↑  PANDERO PEROPADRE, Nieves (1985). «La jura de Isabel II: un ensayo de transformación en la fisonomía urbana de Madrid». Actas del II Simposio sobre Urbanismo e Historia Urbana en el mundo hispano, vol. II, Universidad Complutense de Madrid (en inglés). Consultado el 20 de noviembre de 2020.
18. ↑  Manifiesto de los públicos festejos preparados por la ... Villa de Madrid para solemnizar la Jura de la serenísima Señora Princesa Doña María Isabel Luisa de Borbón. Madrid: Imp. calle del Amor de Dios, nº 14. 1833. pp. 13-14. Consultado el 20 de noviembre de 2020.
19. ↑  «Obelisco de la Fuente Castellana (Ref.: 8246)». monumentamadrid.es. Ayuntamiento de Madrid. Dirección General de Infraestructuras Culturales. Consultado el 30 de noviembre de 2014.